# 間部詮綽
間部 詮綽（まなべ あきひろ）は、江戸時代中期の旗本。間部詮衡の二男。間部詮之の養子になり本所間部家を継いだ。
享保元年（1716年）、間部詮衡の二男として生まれる。伯父の本所間部家の当主・間部詮之の養嗣子になり、享保15年（1730年）5月7日、同家の家督を継ぎ小普請に属する。元文5年（1740年）3月10日に書院番、同年9月には駿府加番となる。延享2年（1745年）10月からは進物の事を務めた。延享3年（1746年）1月、大坂目付代添になり、宝暦8年（1758年）1月に使番へ異動、同年12月に布衣の着用を許された。翌宝暦9年（1759年）、浜松藩主松平資昌が丹後宮津藩に国替えした際、詮綽は城引き渡しの役に抜擢され職務を果たした。
明和4年（1767年）4月、病気と称してたびたび職務を怠ったことを理由に出仕を咎められたうえ、小普請へ左遷されたが、同年8月に赦される。明和8年（1771年）、死去。享年56歳。家督は養子の方元が継いだ。